# Цуцкин, Евгений Васильевич
Евгений Васильевич Цуцкин (2 января 1948 — 12 мая 2014) — российский археолог и историк географии. Координатор Центра Льва Гумилёва в Калмыкии, один из организаторов Проекта Новые Скифы и Движения по защите прав народов. Был членом Президиума Всероссийского общества Охраны исторических памятников и Союза журналистов России, а также других общественных экологических организаций. Близкий друг и научный руководитель ряда экспедиций известного путешественника Федора Конюхова

## Биография
Евгений Васильевич родился в станице Верхне-Курмоярская Октябрьского района Волгоградской области. После окончания общеобразовательной школы в 1966 г. поступил на вечернее отделение кафедры археологии исторического факультета Ленинградского государственного университета. В 1968 г. перевелся на дневное отделение университета, окончил его в 1972 г.
В 1974—1980 гг. работал в Калмыцком университете на должности ассистента кафедры истории СССР, а затем заместителем декана историко-филологического факультета.
В феврале 1980 г. он поступил на работу в Калмыцкий научно-исследовательский институт истории, филологии и экономики, где по декабрь 1999 г. работал заведующим сектором археологии, руководителем исследовательской группы по археологии отдела истории института.
С декабря 1999 по декабрь 2006 г. работал в Калмыцком институте социально-экономических и правовых исследований (в настоящее время Институт комплексных исследований аридных территорий). Являлся заведующим археологическим лабораторией, зав. отделом комплексного мониторинга института. В 2004 году он защитил диссертацию на соискание учёной степени кандидата географических наук по теме: «Географические исследования К. М. Бэра в Калмыцкой степи (историко-научные аспекты)»

## Научная деятельность
Основная тема исследований Е. В. Цуцкина — археологические памятники Калмыкии, космическая археология.
За время работы в Калмыцком институте социально-экономических и правовых исследований под его руководством исследовано более 300 ценных археологических памятников — курганов на территории Республики Калмыкия. Добытые материалы относятся к древнейшим периодам истории Калмыцкой степи — эпоха бронзы, эпоха раннего железного века и средневековья.
Автор более 20 работ, наиболее известны труды:
- Археологическое исследование могильника Манджикины-1 в Ики-Бурульском районе Республики Калмыкия / Н. И. Шишлина, Е. А. Цуцкин, К. Б. Фирсов // Могильник Манджикины-1 — памятник эпохи бронзы — раннего железного века Калмыкии (опыт комплексного исследования): науч. издание / Гос. ист. музей; Калм. ин-т соц.-эконом. и правовых исслед.; сост.: Н. И. Шишлина, Е. В. Цуцкин. — М., Элиста, 1999. — С. 5-31.

- Археологическое исследование могильников Му-Шарет в Ики-Бурульском районе Республики Калмыкия / Н. И. Шишлина, Е. А. Цуцкин, К. Б. Фирсов // Могильник Му-Шарет в Калмыкии: комплексной исследование: науч. издание / Гос. ист. музей; Калм. ист. соц.-эконом. и правовых исслед.; Касп. трубопровод. нефтян. консорциум; сост. и ред. Е. В. Цуцкин, Н. И. Шишлина. — М., 2001. — С. 11-73.

- Гранулометрический и солевой состав почв курганной группы «Черноземельский-1» / Е. В. Цуцкин, Л. Н. Ташнинова, А. А. Гольева, А. П. Богун // Вестн. Калм. ин-та соц.-экон. и правовых исследований: № 1. — 2002. — С. 114—122.

- Информационная роль почв под курганами об антропогенном воздействии на ландшафты прошлого / Е. В. Цуцкин, А. А. Гольева, В. Н. Лопатин // Вестн. Калм. ин-та соц.-экон. и правовых исследований: № 1. — 2002. — С. 123—125.